# Barrage de Joux
 (juillet 2021).
Si vous disposez d'ouvrages ou d'articles de référence ou si vous connaissez des sites web de qualité traitant du thème abordé ici, merci de compléter l'article en donnant les références utiles à sa vérifiabilité et en les liant à la section « Notes et références ».
Ne doit pas être confondu avec Lac de Joux.
Le barrage de Joux est situé sur la commune du même nom, bien qu'appartenant à la municipalité de Tarare, en France. Il est alimenté par la rivière Turdine, qui prend sa source quelques kilomètres en amont.
À l'origine, sa capacité était de 760 000 m3 dont 740 000 utilisables. Son mur de retenue est tracé en courbe de 252 m de rayon. À la base du barrage, l'épaisseur du mur de retenue est de vingt mètres et de quatre mètres à son sommet.
À titre de comparaison, l'autre retenue importante de la région, le lac des Sapins, a une capacité de deux millions de m3.

## Histoire
Le barrage de Joux fut à l’origine construit pour répondre aux besoins industriels de Tarare, alors tournée essentiellement vers l'industrie textile, secteur gourmand en eau. La population de la commune en 1866 atteignit 15 092 habitants, ce qui demandait de plus en plus d'eau potable pour subvenir à ses propres besoins. La première pierre du projet fut posée en 1901 en présence du préfet et d'un délégué du Ministre du Commerce, les 12, 13 et 14 octobre. 
Quatre ans plus tard, le 15 juin 1905, le barrage était inauguré. Plusieurs projets furent à l’étude avant la construction de l’ouvrage à son emplacement actuel. 
Le projet initial comprenait également l’approvisionnement de la ville de Tarare en eau potable, mais les finances publiques de l’époque eurent raison du projet qui se limita donc à l'approvisionnement en eau des industries. Le gouvernement, qui se devait de tenir des engagements qu’il avait contractés auprès d'autres villes pour des travaux en cours de réalisation, refusa en effet le premier projet.
Au cours du siècle, sa capacité fut portée à 1,10 million de m3, via la surélévation du mur de retenue en 1950.